# Tai otoshi
Tai Otoshi (体落), é um dos 40 nage waza originais de Judo como desenvolvido por Jigoro Kano. Pertence ao segundo grupo, Dai nikyo, da lista de projeções tradicionais, Gokyo (no waza), de Judo Kodokan . Também faz parte das atuais 67 Projeções de Judo Kodokan . É classificado como uma técnica de mão,Te waza.